# دانشکده مهندسی دانشگاه فردوسی مشهد
دانشکده مهندسی دانشگاه فردوسی مشهد یکی از دانشکده‌های دانشگاه فردوسی مشهد است که در سال ۱۳۵۳ به مجموعه دانشکده‌های دانشگاه اضافه شد. بر اساس وبگاه این دانشگاه، در حال حاضر این دانشکده با داشتن ۱۷۵ عضو هیئت علمی و بیش از ۲۹۳۶ دانشجوی کارشناسی، ۱۸۲۲ دانشجوی کارشناسی ارشد، ۶۷۳ دانشجوی دکتری در ۱۰ رشته و ۶۸ گرایش (جمعا ۵۴۳۱ دانشجو) با امکانات و تجهیزات کارگاهی، آزمایشگاهی و تحقیقاتی قابل ملاحظه قطب مهندسی در شرق کشور به حساب می‌آید.

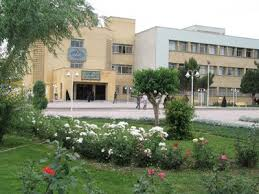
دانشکده مهندسی دانشگاه فردوسی مشهد

## تاریخچه دانشکده
دانشکده مهندسی دانشگاه فردوسی مشهد در ۵ اسفند سال ۱۳۵۳ هجری شمسی تأسیس شد و در مهر ماه سال ۱۳۵۴ با پذیرش ۳۰ دانشجو در رشته برق و ۳۰ دانشجو در رشته مکانیک فعالیت خود را آغاز کرد. در سال ۱۳۶۷ گروه کامپیوتر در دانشکده علوم تأسیس شد و یک سال بعد به دانشکده مهندسی پیوست. گروه مهندسی شیمی در سال ۱۳۷۰ و دو سال پس از آن گروه مهندسی متالورژی و مواد تأسیس گردید و گروه مهندسی صنایع نیز در سال ۱۳۸۵ به گروه‌های آموزشی دانشکده افزوده شد. همچنین در تیرماه سال 1400، رشته مهندسی نساجی نیز به رشته‌های فعلی این دانشکده افزوده گردید. 

## گروه‌های آموزشی
گروه‌های آموزشی دانشکده به شرح زیر می‌باشد:

### مهندسی کامپیوتر[۵]

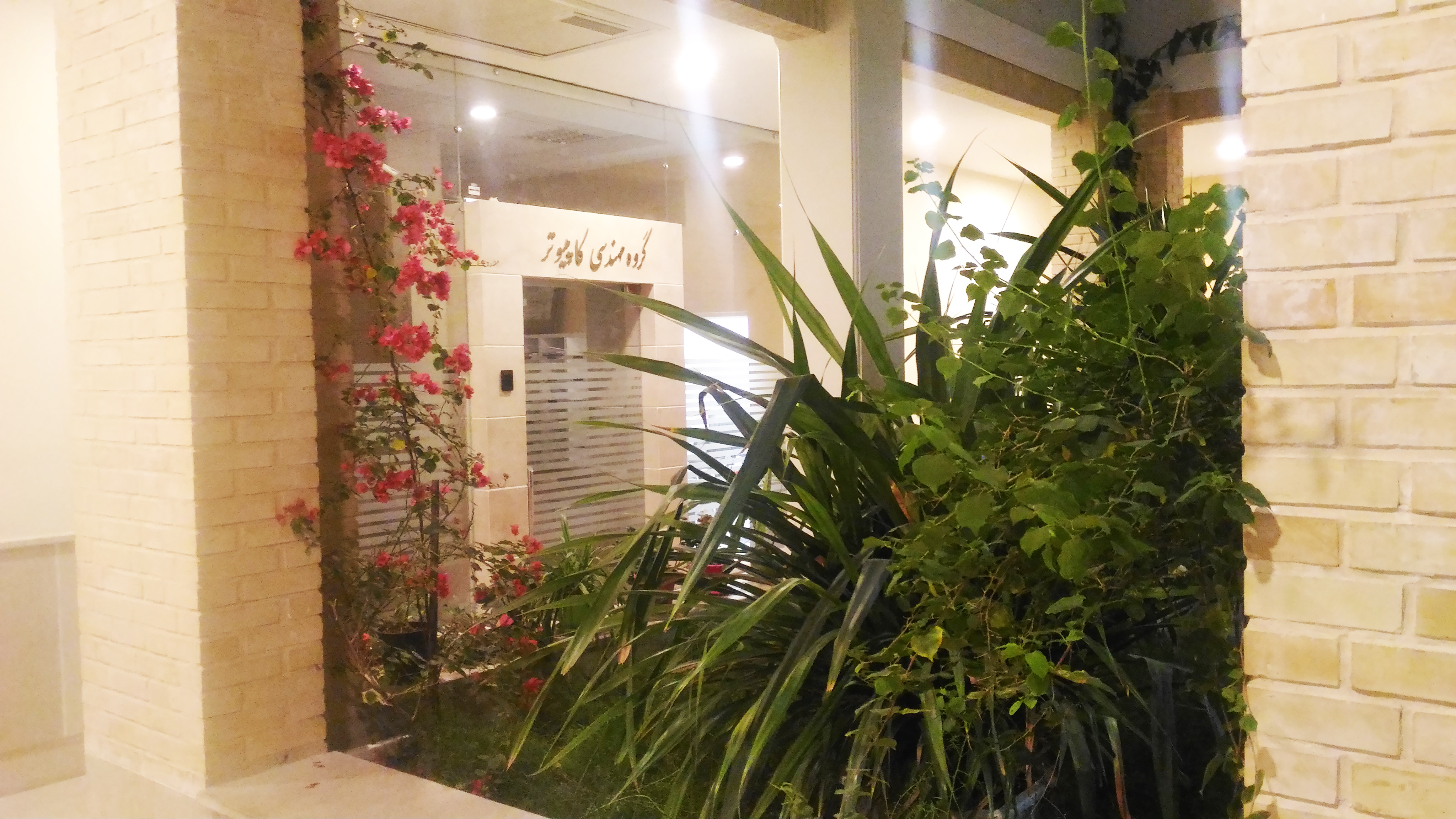
گروه مهندسی کامپیوتر دانشگاه فردوسی مشهد

در سال ۱۳۴۹ هجری خورشیدی و همزمان با دانشگاه تهران و دانشگاه صنعتی شریف، رشته «آمار و ماشین‌های حسابگر» در مقطع کارشناسی در دانشکده علوم دانشگاه فردوسی مشهد تاسیس گردید. بعدها این رشته به «کامپیوتر» تغییر نام یافت، تا اینکه در سال ۱۳۶۷ «گروه مهندسی کامپیوتر» به صورت رسمی در دانشکده مهندسی این دانشگاه شکل گرفت و به دنبال آن، پذیرش دانشجو در مقطع کارشناسی رشته مهندسی کامپیوتر، گرایش نرم‌افزار، آغاز شد. در سال ۱۳۷۴ پذیرش دانشجو در مقطع کارشناسی ارشد مهندسی کامپیوتر، گرایش نرم‌افزار صورت پذیرفت. در سال ۱۳۷۹ گرایش کارشناسی سخت‌افزار به گرایش‌های این گروه اضافه شد. در سال ۱۳۸۵ پذیرش دانشجو در مقطع دکترای تخصصی مهندسی کامپیوتر گرایش نرم‌افزار آغاز شد. پذیرش دانشجو در مقاطع کارشناسی ارشد و دکترای تخصصی مهندسی کامپیوتر گرایش هوش‌مصنوعی نیز به ترتیب در سال‌های ۱۳۸۷ و ۱۳۹۴ آغاز شد. همچنین گروه مهندسی کامپیوتر از سال ۱۳۹۳ اقدام به پذیرش دانشجو در مقطع کارشناسی ارشد شبکه‌های کامپیوتری و از سال ۱۳۹۶ پذیرش دانشجو در مقطع کارشناسی ارشد معماری کامپیوتر (سخت‌افزار) را آغاز نمود. 
گرایش‌ها
- کارشناسی
  - گرایش نرم‌افزار
  - گرایش سخت‌افزار
- کارشناسی ارشد
  - گرایش نرم‌افزار
  - گرایش هوش مصنوعی
  - گرایش شبکه‌های کامپیوتری
  - گرایش معماری کامپیوتر
- دکتری
  - گرایش نرم‌افزار
  - گرایش هوش مصنوعی

### مهندسی برق
- گرایش مخابرات
- گرایش قدرت
- گرایش الکترونیک
- گرایش کنترل
- گرایش مهندسی پزشکی

### مهندسی عمران
- گرایش آب
- گرایش خاک و پی
- گرایش راه و ترابری
- گرایش سازه
- گرایش سازه‌های هیدرولیکی
- گرایش محیط زیست
- مهندسی و مدیریت ساخت

### مهندسی مکانیک[۷]
- گرایش طراحی جامدات
- گرایش حرارت و سیالات
- گرایش تبدیل انرژی
- گرایش ساخت و تولید
- گرایش طراحی کاربردی

### مهندسی هوافضا[۷]
- گرایش جلو برندگی
- گرایش سازه‌های هوایی
- گرایش آئرودینامیک

### مهندسی شیمی
- گرایش صنایع گاز
- گرایش پتروشیمی
- گرایش صنایع غذایی
- گرایش بیوشیمی
- گرایش فرایندهای جداسازی
- گرایش پدیده‌های انتقال
- مهندسی نفت
- مهندسی پلیمر

### مهندسی متالورژی و مواد[۸]
- کارشناسی
  - گرایش متالورژی صنعتی
- کارشناسی ارشد
  - گرایش شناسایی و انتخاب مواد مهندسی
  - گرایش خوردگی و حفاظت از مواد
  - گرایش استخراج فلزات
- دکتری
  - مهندسی مواد و متالورژی

### مهندسی صنایع
- گرایش بهینه‌سازی سیستم‌ها
- گرایش سیستم‌های کلان

## کتابخانه
کتابخانه دانشکده مهندسی در سال ۱۳۵۵ با امکانات محدود آغاز به کار کرد. در سال ۱۳۶۰ با ادغام کتابخانه دانشگاه کار بتدریج رو به توسعه و گسترش نهاد. قبل از ادغام کتابخانه دانشکده‌ها در کتابخانه مرکزی دانشگاه، این کتابخانه دارای حدوداً ۴۲۸ متر مربع مساحت بوده و شامل سالن مطالعه برادران، سالن مطالعه خواهران، بخش مرجع، بخش مجلات، مخزن و بخش اطلاع‌رسانی می‌گردید.
در سال ۱۳۹۱ کلیه کتابخانه‌های دانشکده‌های دانشگاه فردوسی در محل ساختمان کتابخانه مرکزی دانشگاه تجمیع گردیدند.